# Duronelly László
Duronelly László (Monor, 1907. február 12. – Budapest, 1955. november 26.) vívómester, főiskolai tanár, tanszékvezető.

## Életpályája
Italo Santelli tanítványa volt. 1928-tól Santelli budapesti vívóiskolájában első vívómester lett. 1930-ban vívómesteri oklevelet szerzett és 1932-ig a BEAC (Budapesti Egyetemi Atlétikai Club), majd 1941-ig a MAFC (Műegyetemi Atlétikai és Football Club) vívómestere volt. Vívómesteri működése mellett 1934-ben a Pázmány Péter Tudományegyetemen államtudományi oklevelet szerzett. 1941-ben a Vallás- és Közoktatásügyi Minisztériumban testnevelési előadónak nevezték ki.
A második világháború után részt vett a Testnevelési Főiskola újjászervezésében, és a vívás tanszék vezetője lett, 1949-től főiskolai tanárként. Eközben a vívás gyakorlati oktatását is folytatta, a MAFC, a Budapesti Lokomotív, a MÁVAG vívómestereként és a Színház- és Filmművészeti Főiskola vívótanáraként is tevékenykedett. Jelentős szerepe volt a párbajtőrvívás magyarországi elterjesztésében, a később jelentős nemzetközi sikerekre vezető magyar párbajtőrstílus kialakításában.
Sírja a Farkasréti temetőben található (parcella: 3/1, sor: 1, sír: 22). Végső nyughelye 2004 óta védett.
Fia, Duronelly Róbert (1934-2009) szintén vívómester volt: mesteredző, a TF vívómesterképző szakának tanára és a BVSC  vívómestere.

## Díjai, elismerései
- Magyar Köztársasági Sportérdemérem bronz fokozat (1949)[7]
- Sport Érdemérem ezüst fokozat (1955)[8]

## Emlékezete
- Sokáig egy vívóverseny őrizte emlékét.
- Nevét viseli a Testnevelési Egyetem „D” épületében található vívóterem. 2007-ben itt lettek elhelyezve Duronelly vívóeszközei. Az emlékhely kialakítását Szepesi László vívóedző kezdeményezte. A terem bejáratánál kihelyezett tábla röviden összefoglalja a vívómester szakmai pályafutásának fontosabb állomásait.[9]

Mi kell a víváshoz? Szorgalom, tehetség és a küzdelem szeretete.
Versenyben csak remélni lehet, számítani soha!